# Pellenes hadaensis
Pellenes hadaensis es una especie de araña saltarina del género Pellenes, familia Salticidae. Fue descrita científicamente por Prószynski en 1993.
Habita en Arabia Saudita.